# Дуванкуль (село)
Дуванкуль — село в Увельском районе Челябинской области. Входит в Рождественское сельское поселение.

## География
Расположен в северной части Увельского района. Расстояние до областного центра г. Челябинск 99 км, до районного центра Увельский 28 км, до центра сельского поселения Рождественка 16 км.

#### Рельеф
Местность полуравнина (Зауральский пенеплен). В северной части села расположено одноименное озеро Дуванкуль, с юго-западной стороны примыкает лесной массив, восточная часть лесостепь. Ближайшие высоты 223 и 226 метров над уровнем моря.

## История
Основано казаками во второй половине 18 века, относилось к Кичигинской крепости. После 1840 года, Дуванкуль причислили к Нижеувельской станице Оренбургского казачьего войска. В 1889 году в селе действовала каменная церковь, в начале 20 века открыта школа и 3 ветряные мельницы. В 1929 году организован колхоз имени Буденного С. М.. Колхоз обрабатывал 4896 гектар земельных угодий, в 1960-х годах как 5-е отделение вошел в состав совхоза Рождественский.

## Население
| 1795 | 1873 | 1889 | 1926 | 1970 | 1995 | 2010 |
| ---- | ---- | ---- | ---- | ---- | ---- | ---- |
| 142  | 509  | 639  | 993  | 411  | 485  | 501  |

## Инфраструктура
С соседними населенными пунктами Дуванкуль связан шоссейными и грунтовыми дорогами, в самом селе 7 улиц. В селе имеются школа, фельдшерско-акушерский пункт, библиотека и дом культуры.